# Albert Palacín i Artiga
Albert Palacín i Artiga (Arties (Naut Aran), Vall d'Aran, 12 de gener de 1939) és un sacerdot català.
Fill de Francesc, nat a Alós d'Isil (Pallars Sobirà), i Cèlia Artiga, de Reus, ambdós, mestres de primària. ha estat rector de la parròquia de Santa Maria de Montblanc (Conca de Barberà) amb el títol centenaria de plebà, que ha exercit com a mestre de llengua i literatura catalanes, antic professor de l'Institut Narcís Oller de Valls, i dins l'escoltisme ha estat a precursor de l'Agrupament Escolta de Blancafort; ha publicat narracions i ha fet estudis de botànica, de toponímia, sobre aspectes de la cultura popular, com els balls parlats, i ha impulsat i ha dut a terme una labor extraordinària de restauració d'esglésies i ermites.
El 1971 a l'Espluga de Francolí promou l'edició de les revistes Inquietuds i Borrallons de Neu.
El 8 de novembre del 1998 és nomenat fill adoptiu de Blancafort. L'11 de novembre de l'any 2004, va rebre de la Fundació Lluís Carulla de Barcelona el premi d'Actuació Cívica, en la divuitena edició.

## Publicacions[3]
- (1989): El ball parlat de Sant Pere Ermengol. La Guàrdia dels Prats (Conca de Barberà). Lleida: Virgili & Pagès, S.A.
- (1991): "Un teixidor vallenc, Marquet de la Dona, compositor popular de balls" dins El ball del Sant Crist de Salomó. Tarragona: El Mèdol.
- (1993): Marc Fusté, Marquet de la Dona, i els seus balls parlats. Valls: Institut d'Estudis Vallencs (IEV).
- (1994): "Breu cronologia dels 40 anys de la fundació del Col·legi Episcopal Mare de Déu de la Mercè", dins Història del convent i del col·legi episcopal Mare de Déu de la Mercè de Montblanc. Pròleg Ramon Torroella i Cascante. Montblanc: Pagès Editors, pp. 127-141.
- (1997): Itinerari per l'alzinar de la Pena. 5a edició. Montblanc: Impremta Requesens.
- (1999): "Enumeració i estudi de la temàtica sociofolklòrica en la primera part de Vilaniu, de Narcís Oller", dins El Segle Romàntic. Actes del Col·loqui Narcís Oller. Valls: Cossetània Edicions, pp. 287-296.
- (2001): "El ball de Santa Fe (estudi i text del ball extret d'un llibret trobat a Figuerola del Camp", dins Quaderns de Vilaniu, 39. (Valls): 3-24.
- (2002): Verdaguer i el Sagrat Cor. Poesies del Sagrat Cor de Jesús de Mn. Jacint Verdaguer en el centenari de la seva mort. Epíleg d'Enric Capdevila i Torres. Parròquia de Santa Maria de Solivella.
- (2004): "L'escola que jo he viscut, l'escola que jo he estimat", dins Quadern d'aniversari. Cinquanta anys de la fundació del Col·legi Episcopal Mare de Déu de la Mercè. Decenni 1993-94/2003-04. Coord. Ester Martí Farré. Montblanc: Col·legi Mare de Déu de la Serra, pp. 25-26.
- (2004): "Rectorologi de la parròquia de Sant Jaume Apòstol de la Guàrdia dels Prats", dins La Guàrdia dels Prats i la seva església. Treballs en el VII Centenari de la mort de sant Pere Ermengol (1304-2004). Valls: Cossetània Edicions